# 후안 카를로스 나바로
후안 카를로스 나바로 페이호(스페인어: Juan Carlos Navarro Feijoo, 1980년 6월 13일 ~ )는 스페인의 은퇴한 농구 선수로 포지션은 슈팅 가드이다. 현역 시절에 리가 ACB의 FC 바르셀로나와 NBA의 멤피스 그리즐리스 소속으로 활약했다.